# Palazzo Pignano
Palazzo Pignano är en ort och kommun i provinsen Cremona i regionen Lombardiet i Italien. Kommunen hade 3 817 invånare (2018).